# Хойт (отбор)
Хойт (на английски: Team Hoyt) е спортен отбор състоящ се от Дик Хойт (на английски: Richard Eugene „Dick“ Hoyt) (1 юни 1940–17 март 2021) и неговият син Ричард (Рик) Хойт (на английски: Richard Eugene „Rick“ Hoyt Jr.) (10 януари 1962 – 22 май, 2023). Рик е с церебрална парализа и по време на състезанията баща му Дик го бута в инвалидна количка, докато бягат; дърпа го в специална лодка, докато плуват и го носи в специална седалка, докато карат колело.
Двамата взимат участие в огромен брой състезания, сред които множество маратони и триатлони, включително 6 Айрънмен триатлона (3,86 км плуване, 180,25 км колоездене и 42,20 км бягане). Дуото се превръща в огромна сензация в САЩ и постиженията му се следят от спортната общественост.
На 21 април 2014 година отборът завършва Бостънския маратон, като предварително обявяват, че това ще е последното им състезание.
На въпроса какво би направил ако по чудо оздравее, Рик отговаря, че би искал да сложи баща си в количката и поне веднъж да го бута.

## Рекорди
- 5 км: 17.40
- 10 км: 35.48
- 15 км: 56.21
- Полумаратон: 1:21.12
- Маратон: 2:40.47
- Айрънмен триатлон: 13:43:37

## Завършени състезания
| Дистанция                     | Брой                       |
| ----------------------------- | -------------------------- |
| Триатлони                     | 257                        |
| Айрънмен триатлони            | 6 (включени в триатлоните) |
| Айрънмен полумаратони         | 7 (включени в триатлоните) |
| Дуатлони                      | 22                         |
| Маратони (Бостънски маратони) | 72 (32)                    |
| 20 мили                       | 8                          |
| 18.6 мили                     | 8                          |
| Полумаратони                  | 97                         |
| 20 км                         | 1                          |
| 10 мили                       | 37                         |
| 15 км                         | 8                          |
| Фалмут 7 мили                 | 37                         |
| 11 км                         | 2                          |
| 10 км                         | 219                        |
| 5 мили                        | 162                        |
| 8 км                          | 4                          |
| 7.1 км                        | 1                          |
| 4 мили                        | 18                         |
| 5 км                          | 176                        |

Общо състезания (към 22 март 2016): 1130